# 李永根
李永根（イ・ヨングン、이영근、1941年 - ）は韓国出身のサッカー選手である。1967年に結成された陽地に属し、1967年のメキシコシティオリンピック予選で活躍。ポジションはFWだった。